# Lasioptera kosarzewskella
Lasioptera kosarzewskella är en tvåvingeart som beskrevs av Marikovskij 1957. Lasioptera kosarzewskella ingår i släktet Lasioptera och familjen gallmyggor.
Artens utbredningsområde är Ukraina. Inga underarter finns listade i Catalogue of Life.